# Bothriomyrmex wilsoni
Bothriomyrmex wilsoni är en myrart som beskrevs av Clark 1934. Bothriomyrmex wilsoni ingår i släktet Bothriomyrmex och familjen myror. Inga underarter finns listade.